# Ilha de Elia
Ilha de Elia är en ö i Guinea-Bissau.   Den ligger i regionen Cacheu, i den västra delen av landet, 90 km nordväst om huvudstaden Bissau.